# 1298 Nocturna
1298 Nocturna este un asteroid din centura principală, descoperit pe 7 ianuarie 1934, de Karl Reinmuth.